# با توانایی‌های خودم
با توانایی‌های خودم (به هندی: Apne Dam Par) فیلمی محصول سال ۱۹۹۶ و به کارگردانی ارشد خان است. در این فیلم بازیگرانی همچون میتون چاکرابورتی، شلیپا شیرودکار، گوویندا، سونالی بندره، عایشا جولکا، شاکتی کاپور، راضا مراد ایفای نقش کرده‌اند.